# Jolanta Siwińska
Jolanta Siwińska (ur. 2 kwietnia 1991 w Kołobrzegu) – polska piłkarka, grająca na pozycji obrończyni. Od 2023 r. zawodniczka AP Orlen Gdańsk. W latach 2009–2021 reprezentantka kraju.

## Kariera klubowa

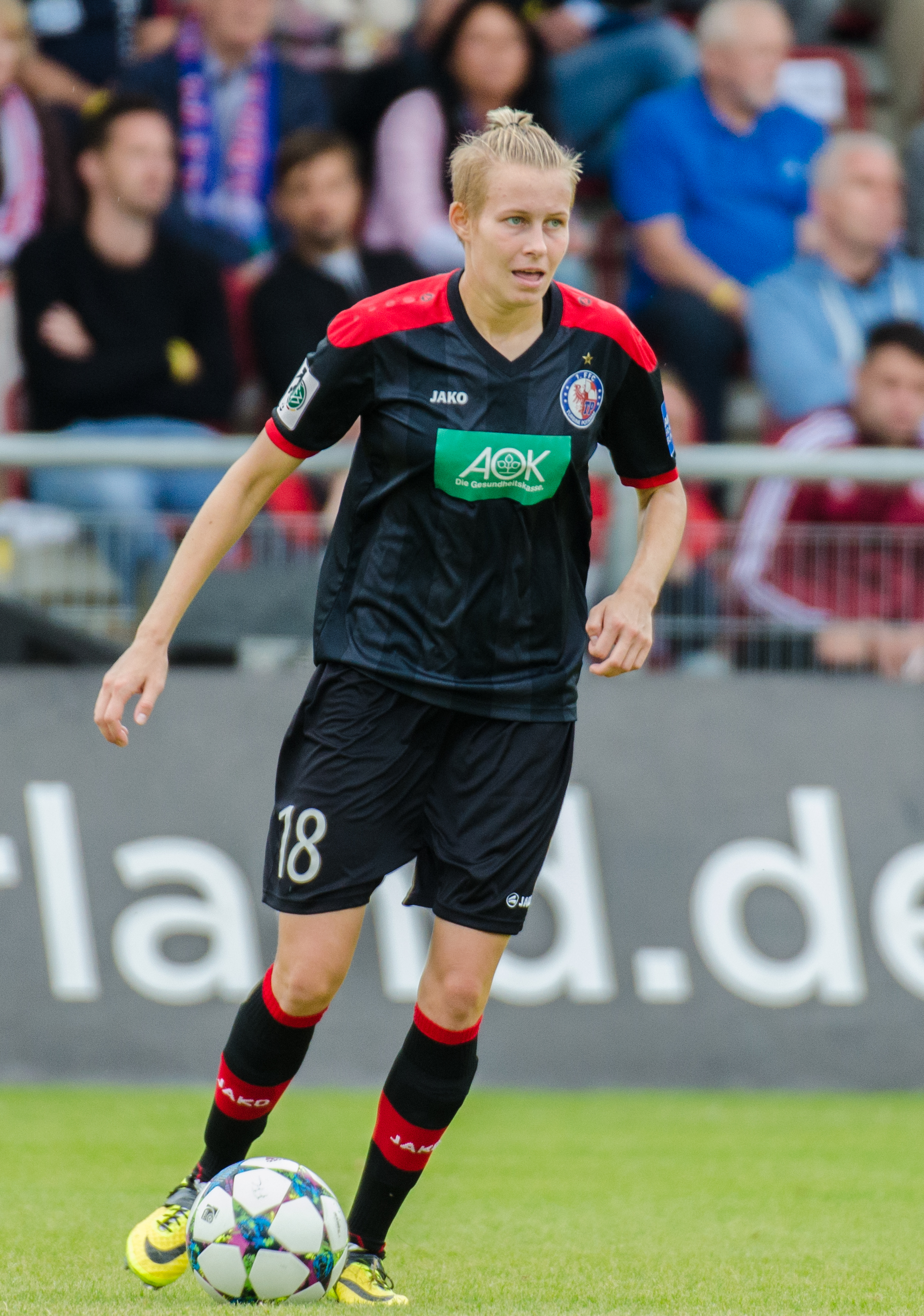
Jolanta Siwińska w FFC Turbine Poczdam, 2015 r.

- 2000/01–2004/05 – Astra Ustronie Morskie
- 2002/03–2008/09 – UKS Victoria Sianów (II liga)
- 2009/10–2012 – Pogoń Szczecin (Ekstraliga)
- 2013 – Górnik Łęczna (Ekstraliga)
- 2013/14 – Hohen Neuendorf (2. Bundesliga)
- 2014/15 – FC Lubars (2. Bundesliga)
- 2015/16–2016/17 – FFC Turbine Poczdam[5] (Bundesliga)
- 2017/18 – AZS PWSZ Wałbrzych[6] (Ekstraliga)
- 2018/19–2021/22 – Górnik Łęczna (Ekstraliga)
- 2023/24 – AP Orlen Gdańsk (Ekstraliga)

## Kariera reprezentacyjna
Występowała w reprezentacjach Polski U-17 i U-19. W seniorskiej kadrze narodowej zadebiutowała 8 sierpnia 2009 w Tilburgu, w przegranym 0:2 towarzyskim meczu przeciwko Holandii. W latach 2009–2021 rozegrała w drużynie narodowej 88 oficjalnych meczów międzypaństwowych, strzelając w nich 2 bramki.

## Sukcesy
- 2x mistrzyni Polski
- 1x wicemistrzyni Polski
- 2x II wicemistrzyni Polski
- 1x zdobywczyni Pucharu Polski
- 1x mistrzyni 2. Bundesligi
- 1x II wicemistrzyni Bundesligi
- Nominacja „Najlepsza Polska Piłkarka 2015”